# Chemins de Compostelle en France
Dans le cadre des Chemins de Compostelle en France, 71 monuments ainsi que 7 portions de chemins sont inscrits depuis 1998 sur la liste du patrimoine mondial de l'Unesco sous le titre officiel de « Chemins de Saint-Jacques-de-Compostelle en France ».
En sus de cette inscription au patrimoine mondial, les Chemins de Compostelle dans leur ensemble ont également obtenu le premier label itinéraire culturel européen (ICE) du Conseil de l'Europe en 1987.

## L'inscription
L'inscription des chemins de pèlerinage européens au Patrimoine mondial a fait l'objet d'une première recommandation du Conseil de l'Europe en 1984. En 1993, l'Espagne obtint de l'Unesco l'inscription au Patrimoine mondial du Camino francés au titre « d’un paysage culturel linéaire continu qui va des cols des Pyrénées à la ville de Saint-Jacques-de-Compostelle. » Outre 166 villes ou villages et plus de 1 800 bâtiments, a été classée une bande de trente mètres de part et d’autre du chemin.
En novembre 1996, le ministère français de la Culture engagea la préparation d'un dossier demandant l'inscription des chemins de Compostelle en France. Pour cela il choisit de présenter des sites « comportant des monuments majeurs et parfaitement attestés comme appartenant au pèlerinage jacquaire. » Le dossier français fut soumis à l'appréciation des experts de l’Icomos (International COuncil on MOnuments and Sites), en français « Conseil international des monuments et des sites ». Il fut ensuite examiné le 2 décembre 1998 par le Comité du patrimoine mondial réuni à Kyoto. Le site Internet de l'Unesco justifie comme suit l'inscription des monuments français : « tout au long du Moyen Âge, Saint-Jacques-de-Compostelle fut la plus importante de toutes les destinations pour d'innombrables pèlerins venant de toute l'Europe. Pour atteindre l'Espagne, les pèlerins devaient traverser la France, et les monuments historiques notables qui constituent la présente inscription sur la liste du patrimoine mondial étaient des jalons sur les quatre routes qu'ils empruntaient. »
Un total de 71 monuments présentés par la France pour leur appartenance aux chemins de Compostelle sont inscrits sur la liste du patrimoine mondial. S'y ajoutent 7 tronçons de chemin.

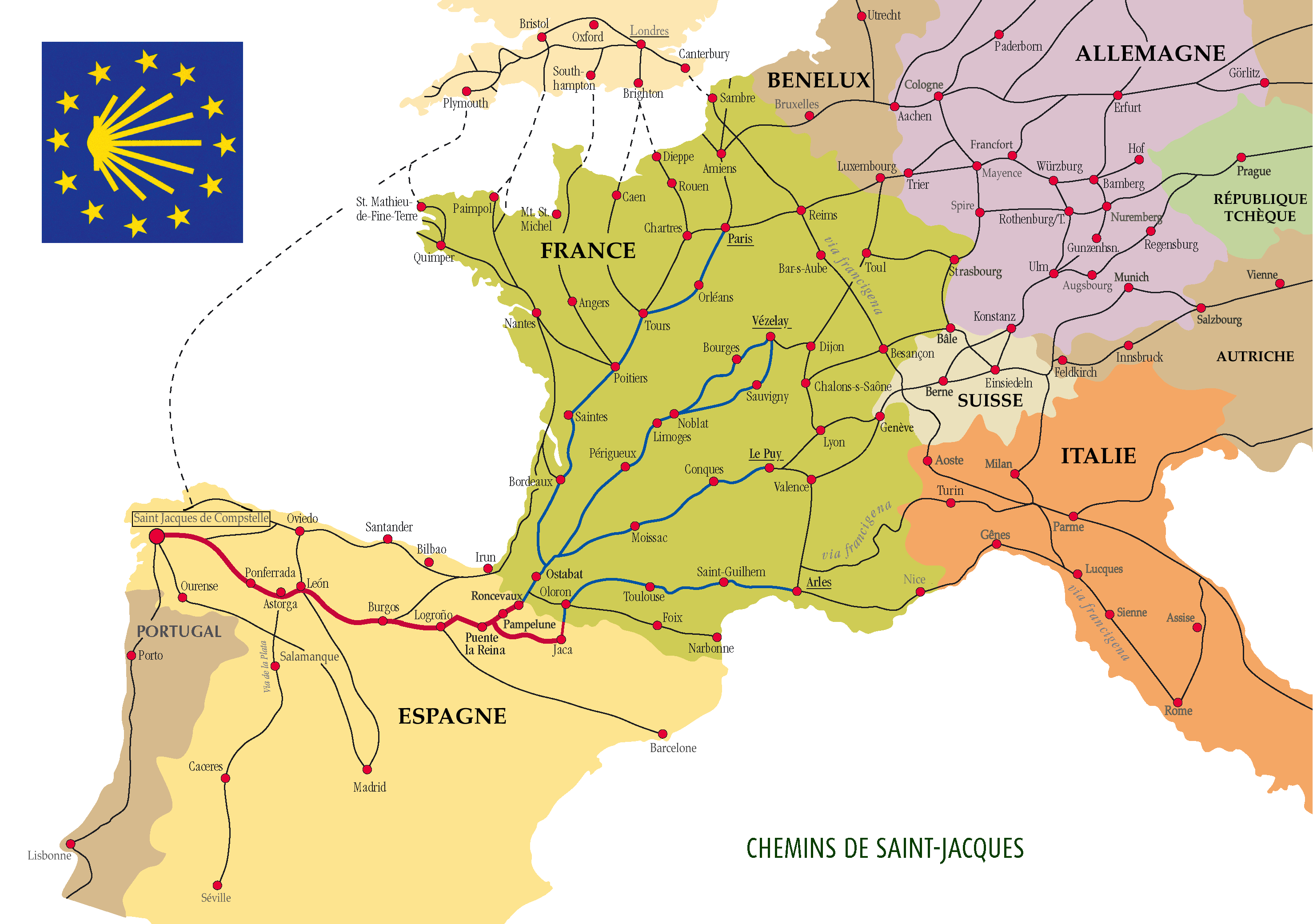
Chemins contemporains européens conduisant à Saint-Jacques-de-Compostelle.
Les chemins de Compostelle contemporains en France.
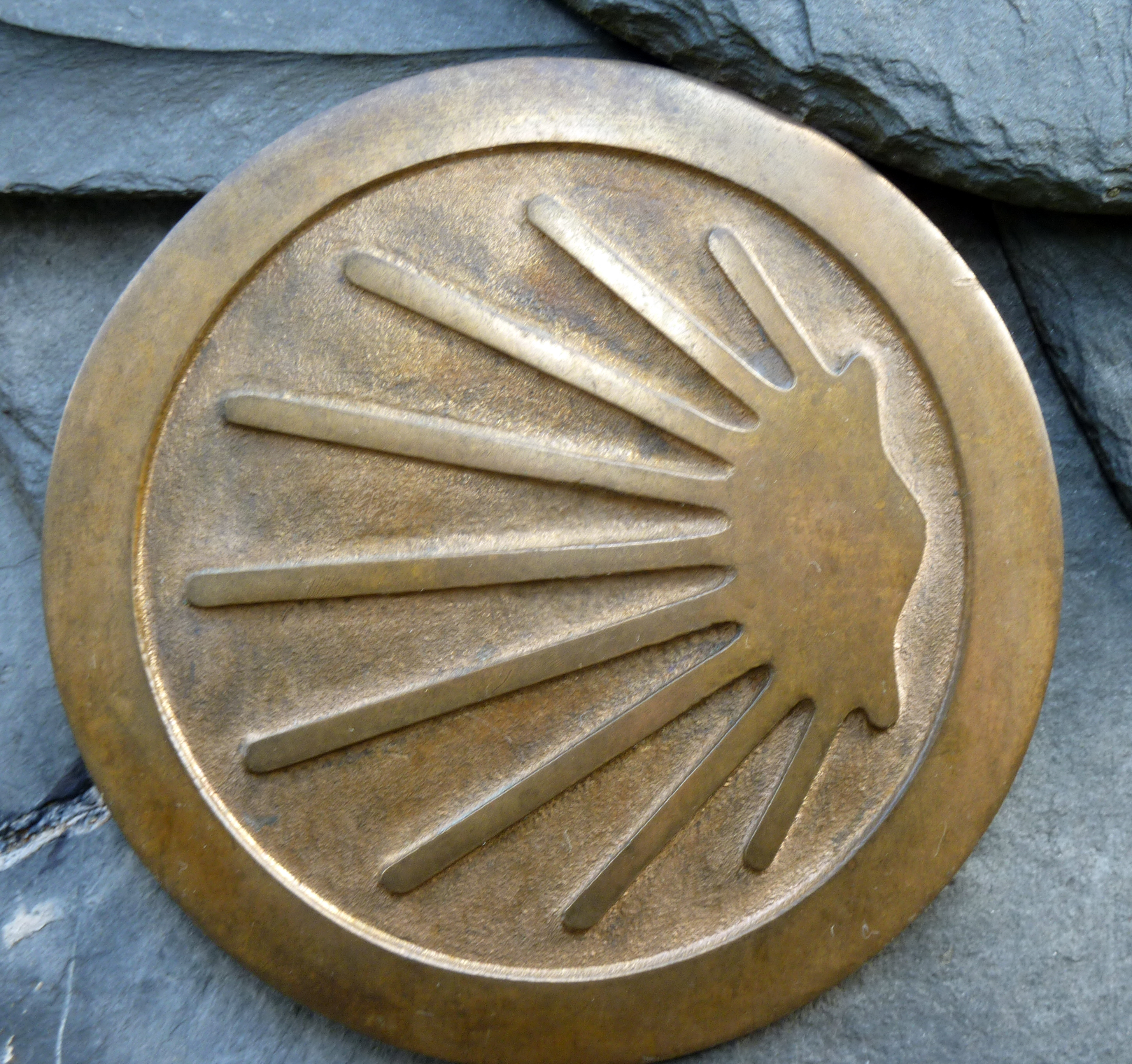
Marquage du chemin conduisant à Saint-Jacques-de-Compostelle.

## Liste des monuments inscrits
| #  | Monument | Image | Localité                    | Département          | Région                     | Voie             | Coordonnées                 |
| -- | --- | ----- | --------------------------- | -------------------- | -------------------------- | ---------------- | --------------------------- |
| 1  | Cathédrale Saint-Front |       | Périgueux                   | Dordogne             | Nouvelle-Aquitaine         | Via Lemovicensis | 45° 11′ 01″ N, 0° 43′ 22″ E |
| 2  | Église Saint-Avit |       | Saint-Avit-Sénieur          | Dordogne             | Nouvelle-Aquitaine         |                  | 44° 46′ 27″ N, 0° 48′ 58″ E |
| 3  | Église abbatiale Notre-Dame de la Nativité                                                                                                |       | Le Buisson-de-Cadouin       | Dordogne             | Nouvelle-Aquitaine         |                  | 44° 48′ 40″ N, 0° 52′ 25″ E |
| 4  | Ancienne cathédrale Saint-Jean-Baptiste                                                                                                   |       | Bazas                       | Gironde              | Nouvelle-Aquitaine         | Via Lemovicensis | 44° 25′ 53″ N, 0° 12′ 35″ O |
| 5  | Basilique Saint-Seurin |       | Bordeaux                    | Gironde              | Nouvelle-Aquitaine         | Via Turonensis   | 44° 50′ 36″ N, 0° 35′ 09″ O |
| 6  | Basilique Saint-Michel |       | Bordeaux                    | Gironde              | Nouvelle-Aquitaine         | Via Turonensis   | 44° 50′ 04″ N, 0° 33′ 54″ O |
| 7  | Cathédrale Saint-André |       | Bordeaux                    | Gironde              | Nouvelle-Aquitaine         | Via Turonensis   | 44° 50′ 16″ N, 0° 34′ 40″ O |
| 8  | Ancienne abbaye Notre-Dame de la Sauve Majeure                                                                                            |       | La Sauve                    | Gironde              | Nouvelle-Aquitaine         |                  | 44° 46′ 07″ N, 0° 18′ 42″ O |
| 9  | Église Saint-Pierre |       | La Sauve                    | Gironde              | Nouvelle-Aquitaine         |                  | 44° 46′ 08″ N, 0° 19′ 01″ O |
| 10 | Basilique Notre-Dame-de-la-fin-des-Terres                                                                                                 |       | Soulac-sur-Mer              | Gironde              | Nouvelle-Aquitaine         | Voie de Soulac   | 45° 30′ 50″ N, 1° 07′ 18″ O |
| 11 | Église Sainte-Quitterie |       | Aire-sur-l'Adour            | Landes               | Nouvelle-Aquitaine         | Via Podiensis    | 43° 41′ 50″ N, 0° 16′ 07″ O |
| 12 | Clocher-porche de l'ancienne église |       | Mimizan                     | Landes               | Nouvelle-Aquitaine         | Voie de Soulac   | 44° 12′ 14″ N, 1° 14′ 10″ O |
| 13 | Abbaye Saint-Jean |       | Sorde-l'Abbaye              | Landes               | Nouvelle-Aquitaine         | Via Turonensis   | 43° 31′ 44″ N, 1° 03′ 17″ O |
| 14 | Abbaye de Saint-Sever |       | Saint-Sever                 | Landes               | Nouvelle-Aquitaine         | Via Lemovicensis | 43° 45′ 35″ N, 0° 34′ 27″ O |
| 15 | Cathédrale Saint-Caprais |       | Agen                        | Lot-et-Garonne       | Nouvelle-Aquitaine         |                  | 44° 12′ 24″ N, 0° 37′ 09″ E |
| 16 | Cathédrale Sainte-Marie |       | Bayonne                     | Pyrénées-Atlantiques | Nouvelle-Aquitaine         | Voie de Soulac   | 43° 29′ 26″ N, 1° 28′ 39″ O |
| 17 | Église Saint-Blaise |       | L'Hôpital-Saint-Blaise      | Pyrénées-Atlantiques | Nouvelle-Aquitaine         |                  | 43° 15′ 05″ N, 0° 46′ 10″ O |
| 18 | Porte Saint-Jacques |       | Saint-Jean-Pied-de-Port     | Pyrénées-Atlantiques | Nouvelle-Aquitaine         | Via Podiensis    | 43° 09′ 49″ N, 1° 14′ 04″ O |
| 19 | Église Sainte-Marie |       | Oloron-Sainte-Marie         | Pyrénées-Atlantiques | Nouvelle-Aquitaine         | Via Tolosana     | 43° 11′ 16″ N, 0° 36′ 57″ O |
| 20 | Basilique Notre-Dame-du-Port |       | Clermont-Ferrand            | Puy-de-Dôme          | Auvergne-Rhône-Alpes       |                  | 45° 46′ 50″ N, 3° 05′ 22″ E |
| 21 | Cathédrale Notre-Dame |       | Le Puy-en-Velay             | Haute-Loire          | Auvergne-Rhône-Alpes       | Via Podiensis    | 45° 02′ 44″ N, 3° 53′ 05″ E |
| 22 | Hôtel-Dieu Saint-Jacques |       | Le Puy-en-Velay             | Haute-Loire          | Auvergne-Rhône-Alpes       | Via Podiensis    | 45° 02′ 45″ N, 3° 53′ 03″ E |
| 23 | Mont Saint-Michel |       | Le Mont-Saint-Michel        | Manche               | Normandie                  |                  | 48° 38′ 10″ N, 1° 30′ 41″ O |
| 24 | Église prieurale Sainte-Croix-Notre-Dame                                                                                                  |       | La Charité-sur-Loire        | Nièvre               | Bourgogne-Franche-Comté    | Via Lemovicensis | 47° 10′ 39″ N, 3° 01′ 03″ E |
| 25 | Église Saint-Jacques |       | Asquins                     | Yonne                | Bourgogne-Franche-Comté    | Via Lemovicensis | 47° 28′ 58″ N, 3° 45′ 16″ E |
| 26 | Basilique Sainte-Madeleine |       | Vézelay                     | Yonne                | Bourgogne-Franche-Comté    | Via Lemovicensis | 47° 27′ 59″ N, 3° 44′ 54″ E |
| 27 | Collégiale Saint-Étienne (anciennement collégiale Saint-Jacques)                                                                          |       | Neuvy-Saint-Sépulchre       | Indre                | Centre-Val de Loire        | Via Lemovicensis | 46° 35′ 44″ N, 1° 48′ 29″ E |
| 28 | Cathédrale Saint-Étienne |       | Bourges                     | Cher                 | Centre-Val de Loire        | Via Lemovicensis | 47° 04′ 56″ N, 2° 23′ 57″ E |
| 29 | Basilique Notre-Dame |       | L'Épine                     | Marne                | Grand Est                  |                  | 48° 58′ 37″ N, 4° 28′ 13″ E |
| 30 | Église Notre-Dame-en-Vaux |       | Châlons-en-Champagne        | Marne                | Grand Est                  |                  | 48° 34′ 22″ N, 4° 12′ 54″ E |
| 31 | Tour Saint-Jacques (vestige de l’église Saint-Jacques-la-Boucherie)                                                                       |       | Paris                       | Paris                | Île-de-France              | Via Turonensis   | 48° 51′ 29″ N, 2° 20′ 56″ E |
| 32 | Ancienne abbatiale |       | Saint-Gilles                | Gard                 | Occitanie                  | Via Tolosana     | 43° 40′ 37″ N, 4° 25′ 56″ E |
| 33 | Ancienne abbaye de Gellone |       | Saint-Guilhem-le-Désert     | Hérault              | Occitanie                  | Via Tolosana     | 43° 44′ 01″ N, 3° 32′ 56″ E |
| 34 | Pont du Diable |       | Saint-Jean-de-Fos           | Hérault              | Occitanie                  | Via Tolosana     | 43° 42′ 28″ N, 3° 33′ 27″ E |
| 35 | Église Saint-Léonard |       | Saint-Léonard-de-Noblat     | Haute-Vienne         | Nouvelle-Aquitaine         | Via Lemovicensis | 45° 50′ 15″ N, 1° 29′ 21″ E |
| 36 | Église Notre-Dame-de-Tramesaygues |       | Audressein                  | Ariège               | Occitanie                  |                  | 42° 55′ 48″ N, 1° 01′ 26″ E |
| 37 | Cathédrale Saint-Lizier et son cloître, cathédrale Notre-Dame-de-la-Sède palais épiscopal, remparts                                       |       | Saint-Lizier                | Ariège               | Occitanie                  |                  | 43° 00′ 06″ N, 1° 08′ 15″ E |
| 38 | Abbatiale Sainte-Foy |       | Conques-en-Rouergue         | Aveyron              | Occitanie                  | Via Podiensis    | 44° 35′ 57″ N, 2° 23′ 53″ E |
| 39 | Pont sur le Dourdou de Conques |       | Conques-en-Rouergue         | Aveyron              | Occitanie                  | Via Podiensis    | 44° 35′ 54″ N, 2° 23′ 33″ E |
| 40 | Pont-Vieux |       | Espalion                    | Aveyron              | Occitanie                  | Via Podiensis    | 44° 31′ 21″ N, 2° 45′ 49″ E |
| 41 | Pont sur le Lot |       | Estaing                     | Aveyron              | Occitanie                  | Via Podiensis    | 44° 33′ 11″ N, 2° 40′ 19″ E |
| 42 | Pont dit « des pèlerins » sur la Boralde                                                                                                  |       | Saint-Chély-d'Aubrac        | Aveyron              | Occitanie                  | Via Podiensis    | 44° 35′ 20″ N, 2° 55′ 18″ E |
| 43 | Ancienne cathédrale Notre-Dame |       | Saint-Bertrand-de-Comminges | Haute-Garonne        | Occitanie                  |                  | 43° 01′ 36″ N, 0° 34′ 16″ E |
| 44 | Basilique paléochrétienne, chapelle Saint-Julien                                                                                          |       | Saint-Bertrand-de-Comminges | Haute-Garonne        | Occitanie                  |                  | 43° 01′ 41″ N, 0° 34′ 28″ E |
| 45 | Basilique Saint-Sernin |       | Toulouse                    | Haute-Garonne        | Occitanie                  | Via Tolosana     | 43° 36′ 30″ N, 1° 26′ 31″ E |
| 46 | Hôtel-Dieu Saint-Jacques et ancien pont                                                                                                   |       | Toulouse                    | Haute-Garonne        | Occitanie                  | Via Tolosana     | 43° 36′ 00″ N, 1° 26′ 12″ E |
| 47 | Basilique Saint-Just |       | Valcabrère                  | Haute-Garonne        | Occitanie                  |                  | 43° 01′ 42″ N, 0° 35′ 05″ E |
| 48 | Cathédrale Sainte-Marie |       | Auch                        | Gers                 | Occitanie                  | Via Tolosana     | 43° 38′ 47″ N, 0° 35′ 09″ E |
| 49 | Pont d'Artigues ou de Lartigues |       | Beaumont-sur-l’Osse         | Gers                 | Occitanie                  | Via Podiensis    | 43° 56′ 01″ N, 0° 18′ 18″ E |
| 50 | Collégiale Saint-Pierre |       | La Romieu                   | Gers                 | Occitanie                  | Via Podiensis    | 43° 58′ 53″ N, 0° 29′ 54″ E |
| 51 | Cathédrale Saint-Étienne |       | Cahors                      | Lot                  | Occitanie                  | Via Podiensis    | 44° 26′ 50″ N, 1° 26′ 35″ E |
| 52 | Pont Valentré |       | Cahors                      | Lot                  | Occitanie                  | Via Podiensis    | 44° 26′ 42″ N, 1° 25′ 54″ E |
| 53 | Dolmen de Pech-Laglaire 2 |       | Gréalou                     | Lot                  | Occitanie                  | Via Podiensis    | 44° 32′ 05″ N, 1° 51′ 55″ E |
| 54 | Hôpital Saint-Jacques |       | Figeac                      | Lot                  | Occitanie                  | Via Podiensis    | 44° 36′ 36″ N, 2° 01′ 45″ E |
| 55 | Basilique Saint-Sauveur et crypte Saint-Amadour                                                                                           |       | Rocamadour                  | Lot                  | Occitanie                  |                  | 44° 47′ 58″ N, 1° 37′ 04″ E |
| 56 | Hospice du Plan et chapelle Notre-Dame-de-l’Assomption, connue sous le nom de chapelle des Templiers puis chapelle de Chevaliers de Malte |       | Aragnouet                   | Hautes-Pyrénées      | Occitanie                  |                  | 42° 46′ 51″ N, 0° 11′ 42″ E |
| 57 | Église Notre-Dame-du-Bon-Port |       | Gavarnie-Gèdre              | Hautes-Pyrénées      | Occitanie                  |                  | 42° 43′ 57″ N, 0° 00′ 38″ O |
| 58 | Église Saint-Laurent |       | Jézeau                      | Hautes-Pyrénées      | Occitanie                  |                  | 42° 54′ 05″ N, 0° 22′ 51″ E |
| 59 | Église Saint-Jacques de Cotdoussan |       | Ourdis-Cotdoussan           | Hautes-Pyrénées      | Occitanie                  |                  | 43° 02′ 55″ N, 0° 01′ 25″ E |
| 60 | Église Notre-Dame-du-Bourg |       | Rabastens                   | Tarn                 | Occitanie                  |                  | 43° 49′ 16″ N, 1° 43′ 29″ E |
| 61 | Abbatiale Saint-Pierre et cloître |       | Moissac                     | Tarn-et-Garonne      | Occitanie                  | Via Podiensis    | 44° 06′ 19″ N, 1° 05′ 04″ E |
| 62 | Cathédrale Notre-Dame |       | Amiens                      | Somme                | Hauts-de-France            |                  | 49° 53′ 40″ N, 2° 18′ 07″ E |
| 63 | Église Saint-Jacques-le-Majeur-et-Saint-Jean-Baptiste                                                                                     |       | Folleville                  | Somme                | Hauts-de-France            |                  | 49° 40′ 36″ N, 2° 21′ 48″ E |
| 64 | Église paroissiale Saint-Jacques |       | Compiègne                   | Oise                 | Hauts-de-France            |                  | 49° 25′ 01″ N, 2° 49′ 40″ E |
| 65 | Basilique Saint-Eutrope |       | Saintes                     | Charente-Maritime    | Nouvelle-Aquitaine         | Via Turonensis   | 45° 44′ 36″ N, 0° 38′ 29″ O |
| 66 | Abbaye royale Saint-Jean-Baptiste |       | Saint-Jean-d'Angély         | Charente-Maritime    | Nouvelle-Aquitaine         | Via Turonensis   | 45° 56′ 38″ N, 0° 31′ 22″ O |
| 67 | Église Saint-Pierre |       | Aulnay                      | Charente-Maritime    | Nouvelle-Aquitaine         | Via Turonensis   | 46° 01′ 22″ N, 0° 21′ 19″ O |
| 68 | Ancien hôpital des Pèlerins |       | Pons                        | Charente-Maritime    | Nouvelle-Aquitaine         | Via Turonensis   | 45° 34′ 10″ N, 0° 33′ 07″ O |
| 69 | Église Saint-Hilaire |       | Melle                       | Deux-Sèvres          | Nouvelle-Aquitaine         | Via Turonensis   | 46° 13′ 12″ N, 0° 08′ 59″ O |
| 70 | Église Saint-Hilaire-le-Grand |       | Poitiers                    | Vienne               | Nouvelle-Aquitaine         | Via Turonensis   | 46° 34′ 39″ N, 0° 19′ 57″ E |
| 71 | Église Saint-Honorat |       | Arles                       | Bouches-du-Rhône     | Provence-Alpes-Côte d'Azur | Via Tolosana     | 43° 40′ 16″ N, 4° 38′ 12″ E |

## Liste des tronçons inscrits

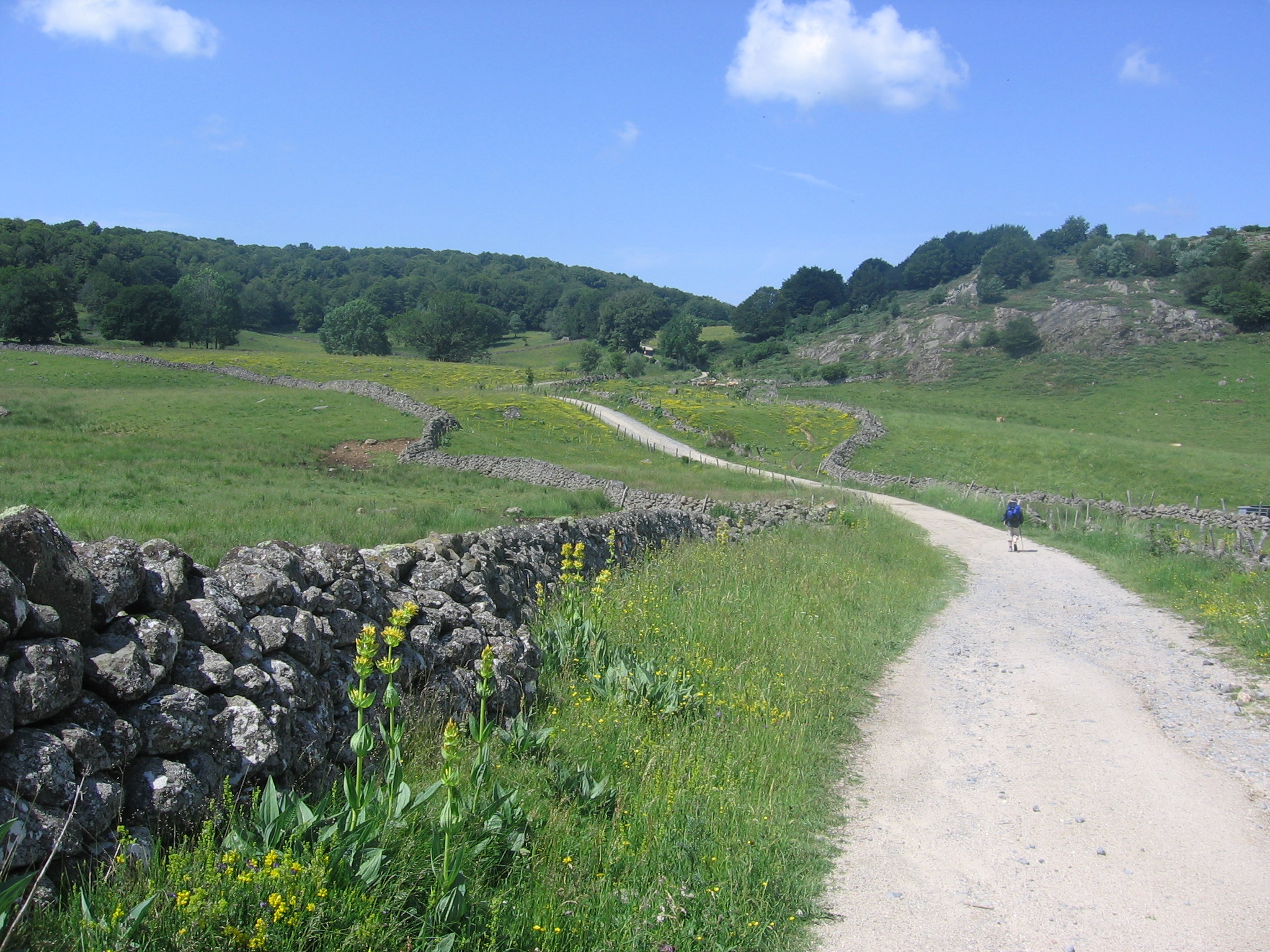
La Via Podiensis dans l'Aubrac.

Sept portions de la Via Podiensis (ou Chemin du Puy), totalisant environ 160 km, font également l'objet d'une inscription :
1. 22 km entre Aroue et Ostabat[7] (Pyrénées-Atlantiques).
2. 17 km entre Nasbinals et Saint-Chély-d'Aubrac (Lozère et Aveyron).
3. 17 km entre Saint-Côme-d'Olt et Estaing (Aveyron).
4. 35 km entre Lectoure et Condom (Gers).
5. 18 km entre Montredon et Figeac (Lot).
6. 22,5 km entre Faycelles et Cajarc (Lot).
7. 26 km entre Bach et Cahors (Lot).

Cette inscription conforte le Chemin du Puy comme itinéraire contemporain privilégié, même si la classification globale de l'UNESCO redonne leur chance aux autres chemins.